# Drapelul Georgiei

Raport: 2:3

Steagul oficial al Georgiei este steagul cu cinci cruci folosit începând cu 14 ianuarie 2004, după o pauză de aproximativ 500 de ani. A fost inițial steagul regatului georgian în Evul Mediu, și a fost folosit și de unele partide politice.